# Ngalawa

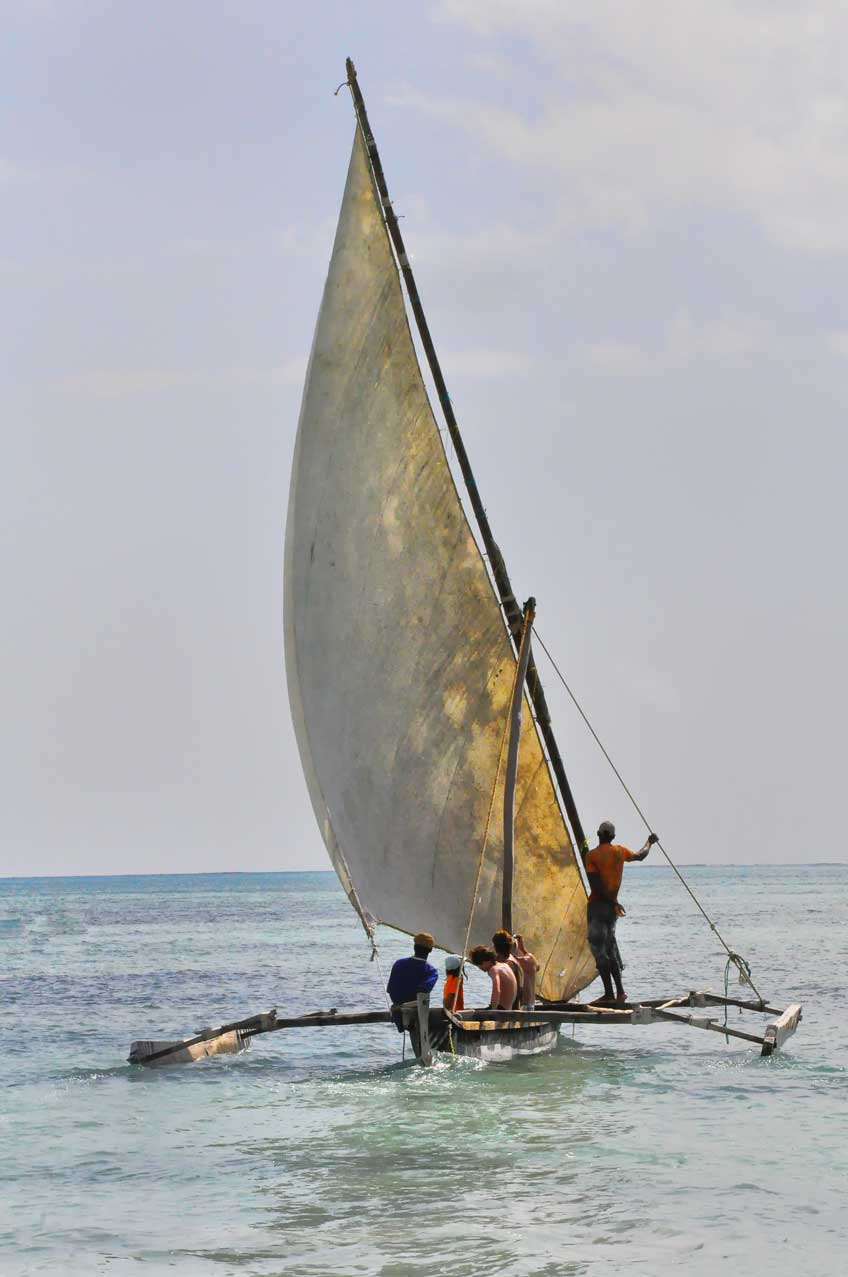
Ngalawa à Zanzibar

Un ngalawa ou ungalawa est un type de pirogue à balanciers traditionnel, à voile austronésienne et rames. Ce type de pirogue est utilisé par les populations Swahili en afrique de l'est (Tanzanie, Zanzibar, Comores, Kenya...).

## Descriptif

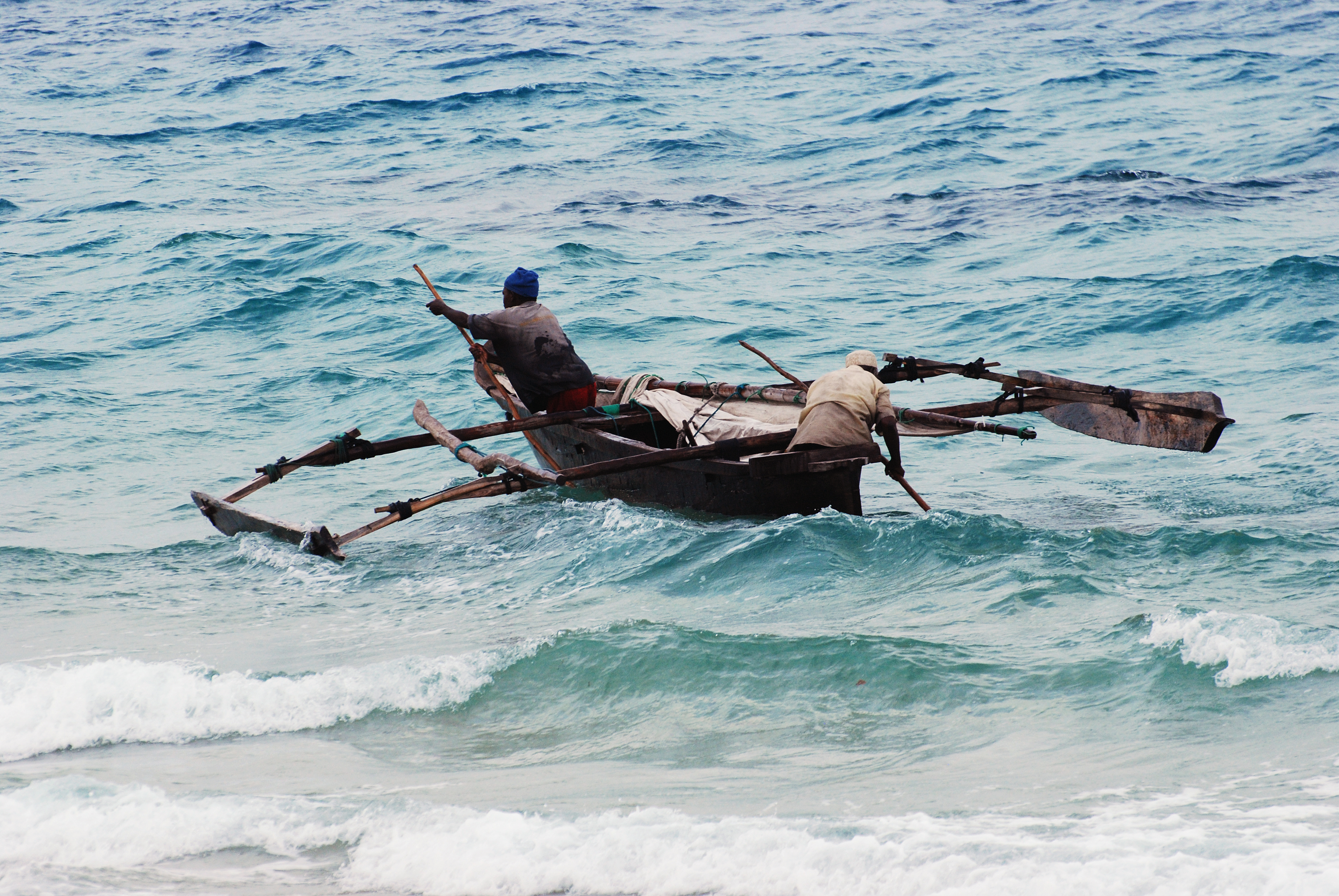
Ngalawa à Stone Town (Zanzibar), la voile et le mât est replié dans la coque

Généralement d'une longueur de 5 à 6 m, la coque d'un ngalawa a un fond monoxyle. Le bateau est doté d'un mât unique amovible, qui porte une seule voile latine. Il est manœuvré également à la rame.
La pirogue possède deux balanciers constitués de planche en bois en formes de ski, disposés de manière oblique par rapport à la coque. Leur action est ainsi dynamique, la force de redressement étant proportionnelle à la vitesse, un peu à l'image d'un hydroptère rudimentaire. Cette technologie de balancier est commune au lakana utilisé à Madagascar.
Ce type d'embarcation est une variante d'un autre canoe Swahili appelé mtumbwi. Ils sont utilisés pour la pêche et le transport de personnes et de marchandises sur de courtes distances.

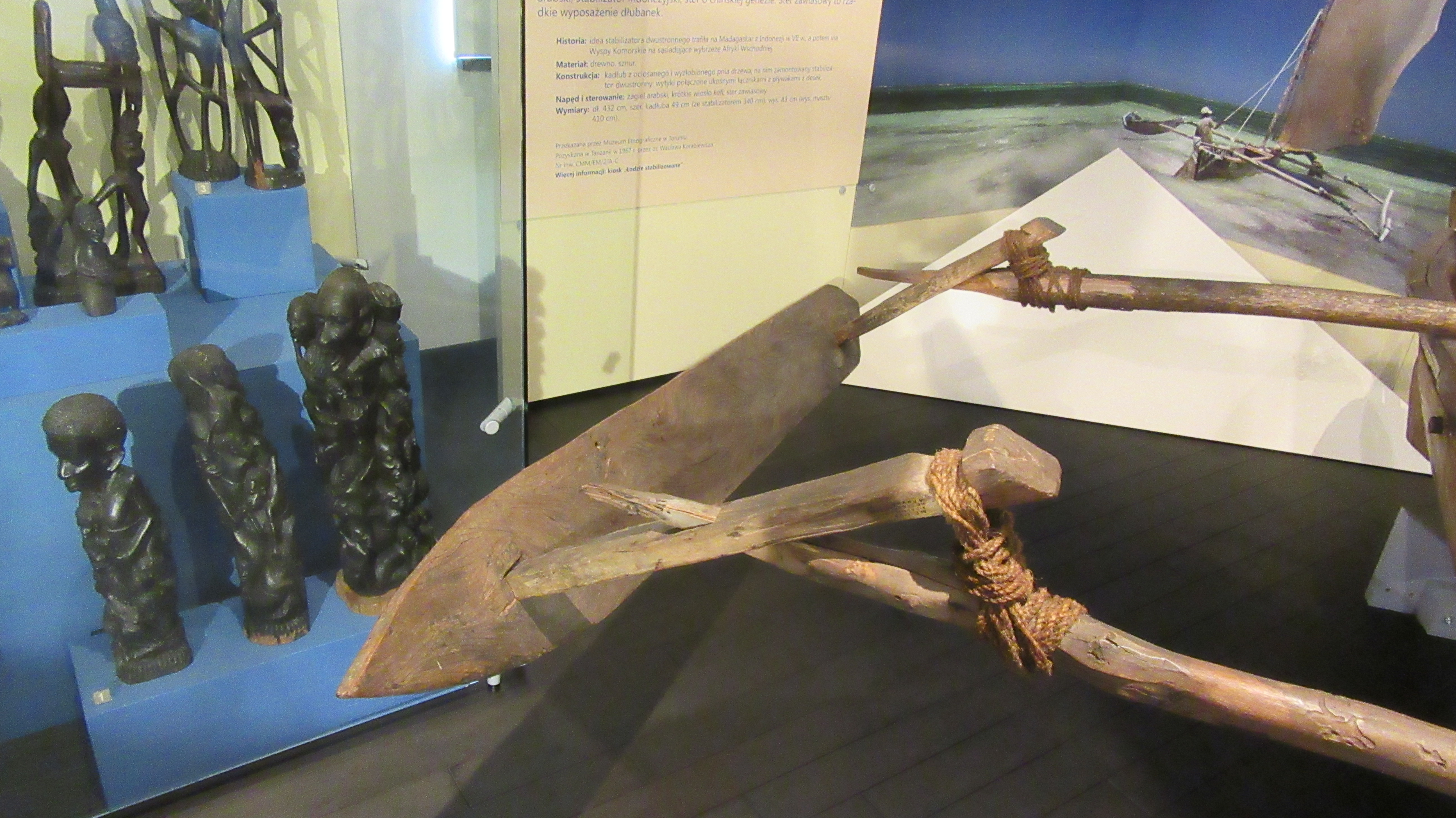
Détail d'un balancier de ngalawa au musée maritime de Gdańsk (Pologne)